# Hyale galateae
Hyale galateae är en kräftdjursart som beskrevs av Stebbing 1899. Hyale galateae ingår i släktet Hyale och familjen Hyalidae. Inga underarter finns listade i Catalogue of Life.